# Феномен сдвига риска
Феномен сдвига риска (англ. Risky shift phenomenon) — экспериментально установленный феномен в социальной психологии, демонстрирующий, что при выборе выхода из гипотетических рискованных ситуаций человек склонен отбрасывать крайние решения и выбирать средние, а под влиянием мнения группы, наоборот, склонен принимать более рискованные альтернативы.
Феномен был установлен в 1961 и опубликован в 1968 году Дж. Стоунером в Journal of Experimantal Social Psychology под названием «Risky and cautious shifts in group decisions: The influence of widely held values» (Рискованные и осторожные изменения в групповых решениях: влияние групповых ценностей).

## Описание феномена
Важнейшим вопросом исследования данной проблемы являлось сравнение ценности групповых и индивидуальных решений. Сдвиг риска является одним из видов более общего явления — групповой поляризации, феномена, описывающего то, что мнение одного человека может измениться под влиянием группы.
В изучении же феномена сдвига риска исследователи использовали установленный факт, что группа обладает свойством быть своеобразным модератором индивидуальных мнений и суждений её членов: она отбрасывает наиболее крайние решения и принимает своего рода среднее от индивидуальных решений. Этот процесс усреднения групповых решений был назван процессом нормализации группы, однако это положение не подтвердилось в тех случаях, когда принимаемое решение включало в себя момент риска.
В своём эксперименте Дж. Стоунер показал, что групповое решение включает в себя в большей мере момент риска, чем индивидуальные решения.

## Эксперимент
Чтобы изучить принятие групповых решений, Дж. Стоунер попросил участников исследования принять решения о сценариях из реальной жизни, которые сопряжены с определенным риском. Участникам предлагалось сделать выбор из двух дилемм: в одной из них была высока вероятность успеха, но низка его ценность («синица в руке»), в другой вероятность успеха была низкая, но её ценность была высока («журавль в небе»).
Примеры дилемм:
1. Перейти без гарантий на новую, высокооплачиваемую работу или остаться на старой, среднеоплачиваемой, но зато без риска.
2. Сыграть среднему шахматисту в престижном турнире и предпочесть почетное поражение или совершить рискованный ход, за которым может последовать грандиозный успех или полный провал.

Сначала участники выполняли задания индивидуально, а затем проводили групповую дискуссию (в группах по 5-7 человек) и принимали решение коллективно. После этого участники снова давали индивидуальные ответы. В результате было выявлено, что во втором случае «рискованная» альтернатива выбиралась гораздо чаще, то есть решения, принятые после обсуждения их в группах, были более «рискованными».

### Возможные причины данного феномена
Одной из причин данного явления может быть то, что люди, которые придерживаются более экстремальных вариантов и чаще принимают рискованные решения, могут быть более убедительными по сравнению с более консервативными членами группы, и влиять на их мнение аргументацией своей правоты. Кроме того, когда люди представляют свои аргументы членам группы, они могут больше верить в собственное мнение и, в свою очередь, быть готовыми принимать более экстремальные решения. Эти более сильные мнения могут иметь большее значение при определении окончательного решения.
Другой причиной возникновения сдвига риска может быть то, что группа не всегда учитывает все имеющиеся мнения и возможности. У какого-либо члена группы может быть мотивация продвигать своё мнение, которая никак не связана с желанием успешно решить задачу. В результате недостаточное изучение группой затрат и выгод каждого варианта может привести к допущениям, при которых отрицательные результаты будут игнорироваться.
Было проведено несколько исследований, и высказано несколько гипотез возникновения данного феномена:
- Валлах, Коган и Бем предположили, что больший риск выбирается из-за различий в ответственности, когда эмоциональные узы уменьшают беспокойство, а риск воспринимается как общий.[3]
- Коллинз и Гетцков (1964) предположили, что люди с высоким уровнем риска более уверены в себе и, следовательно, могут убедить других пойти на больший риск.[4]
- Браун (1965) указывает, что социальный статус в группах часто ассоциируется с принятием риска, что побуждает людей избегать позиции с низким уровнем риска.[5]
- Бейтсон (1966) предполагает, что, когда люди обращают внимание на возможное действие, они становятся более знакомыми и комфортными с ним и, следовательно, воспринимают меньший риск.[6]